# Christiaan Bor
Christiaan Bor (Amsterdam, 1950) is een Nederlands violist. Hij was leerling van onder meer Herman Krebbers en Jascha Heifetz.
Bor speelde op 16-jarige leeftijd als wonderkind met het Concertgebouworkest, gedirigeerd door Bernard Haitink. Bor trad op vele podia op en realiseerde diverse plaatopnamen. In 1969 schreef de Hongaars-Nederlandse componist Géza Frid een concert voor drie violen en orkest (een unicum in de vioolliteratuur) voor Emmy Verhey en de broers Christiaan en Dick Bor.
Bor organiseerde voor de VPRO-radio in de jaren negentig diverse muziekmarathons. Hij werkte als eerste concertmeester bij het Orkest van het Oosten, en was ook een actief kamermuziekspeler. Hij was in 1982 oprichter en 35 jaar lang artistiek leider van het Reizend Muziekgezelschap. In 2017 werd hij opgevolgd door Mathieu van Bellen. 
Bor was als docent verbonden aan het Conservatorium van Enschede en het Rotterdams Conservatorium, en was regelmatig jurylid bij muziekwedstrijden.
- Library of Congress Control Number: n80064625
- MusicBrainz: 7f7d75e4-9d00-4832-a2a4-312e7143b992
- Nationale Bibliotheek van Tsjechië: xx0167924
- Virtual International Authority File: 299796714
- WorldCat: E39PBJrRbQ4cXPQwHgtJHRQpfq